# 岐阜県道366号飛騨木曽川公園線
岐阜県道366号飛騨木曽川公園線（ぎふけんどう366ごう ひだきそがわこうえんせん）は、岐阜県可児郡御嵩町から同県瑞浪市に至る一般県道である。

## 概要

### 路線データ
- 起点：岐阜県可児郡御嵩町小和沢（飛騨木曽川公園）（岐阜県道358号井尻八百津線交点）
- 終点：岐阜県瑞浪市日吉町道北（国道21号交点）

## 沿革
- 1977年（昭和52年）2月27日 ： 認定[1]
- 2008年（平成20年）3月 : 大久後トンネル開通。

## 通過する自治体
- 岐阜県
  - 可児郡
    - 御嵩町

  - 瑞浪市

## 接続する道路
- 岐阜県道358号井尻八百津線（御嵩町小和沢地内）
- 岐阜県道65号恵那御嵩線（旧中山道）（瑞浪市日吉町平岩地内）
- 国道21号（瑞浪市日吉町道北地内）

## 周辺
- 飛騨木曽川国定公園
- 木曽川
- こぶしゴルフ倶楽部
- 美岳カントリークラブ
- 日吉ハイランド倶楽部（ゴルフ場）
- ベルフラワーカントリークラブ
- 花の木ゴルフクラブ
- 松野湖
- 鬼岩公園